# Tuberculatus querciformosanus
Tuberculatus querciformosanus är en insektsart som först beskrevs av Takahashi, R. 1921.  Tuberculatus querciformosanus ingår i släktet Tuberculatus och familjen långrörsbladlöss. Inga underarter finns listade i Catalogue of Life.